# Korneuburg
Korneuburg osztrák város, Alsó-Ausztria Korneuburgi járásának központja. 2021 januárjában 13 334 lakosa volt.

## Elhelyezkedése

Korneuburg a Korneuburgi járásban

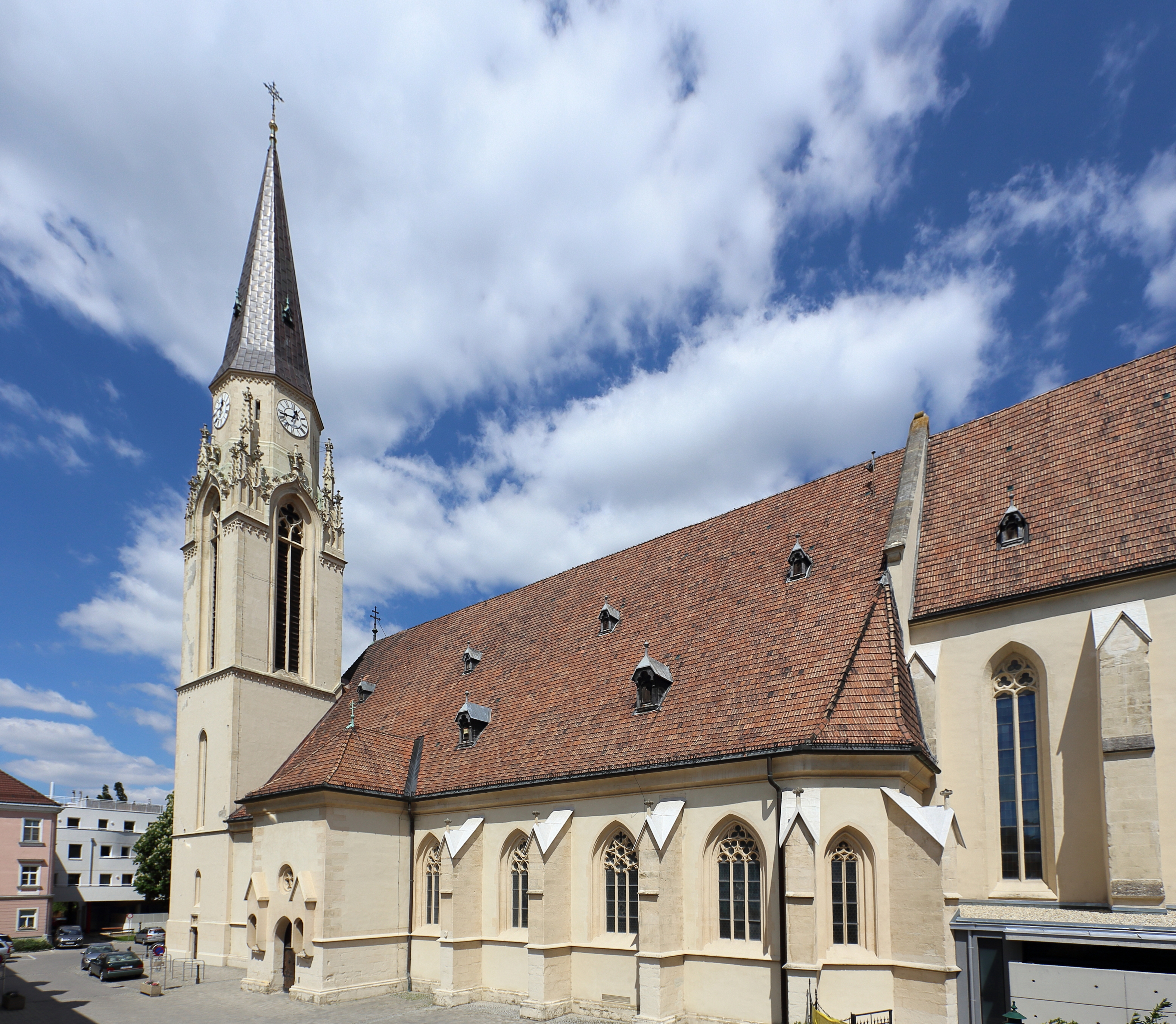
A Szt. Egyed-plébániatemplom

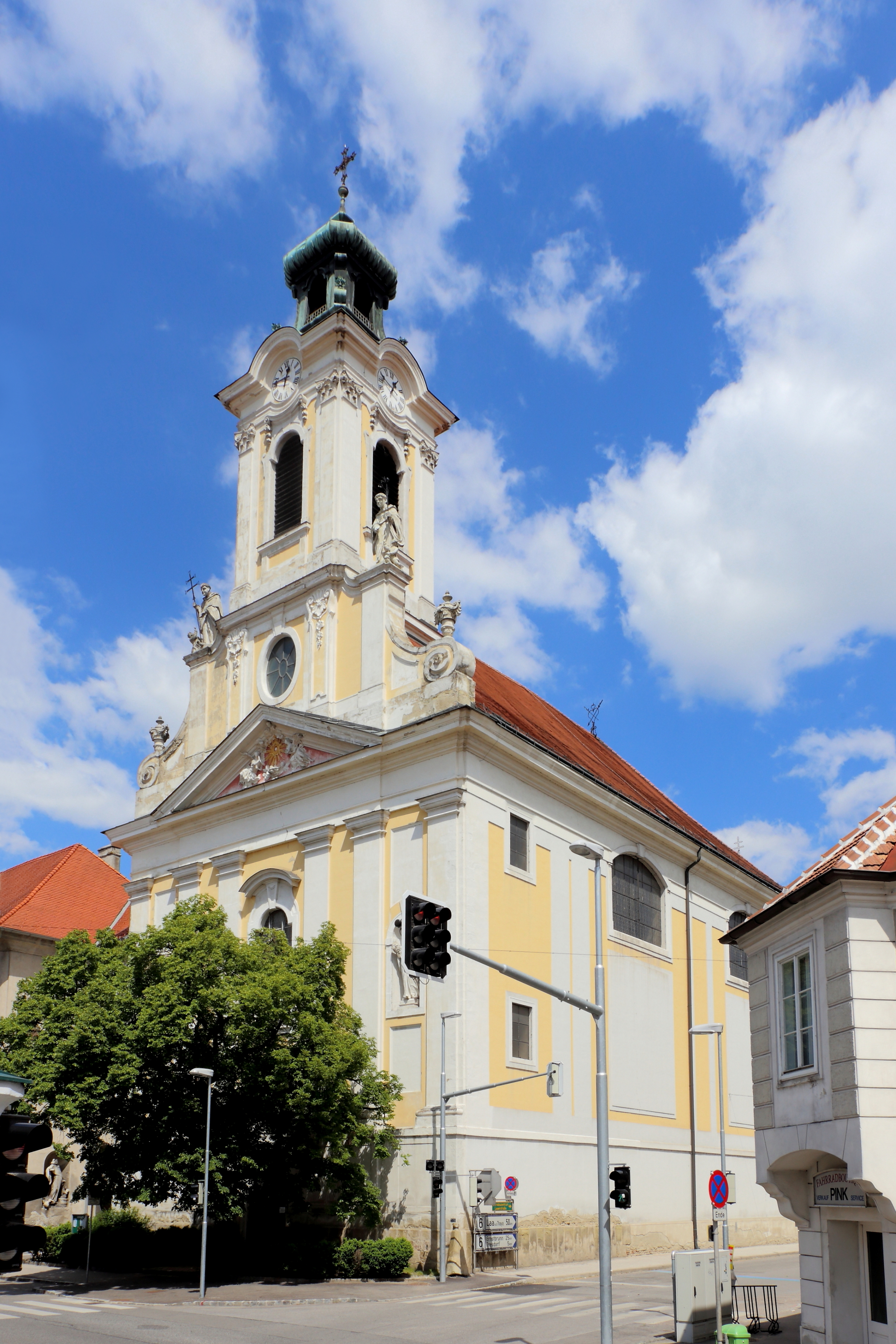
Az ágostonos templom

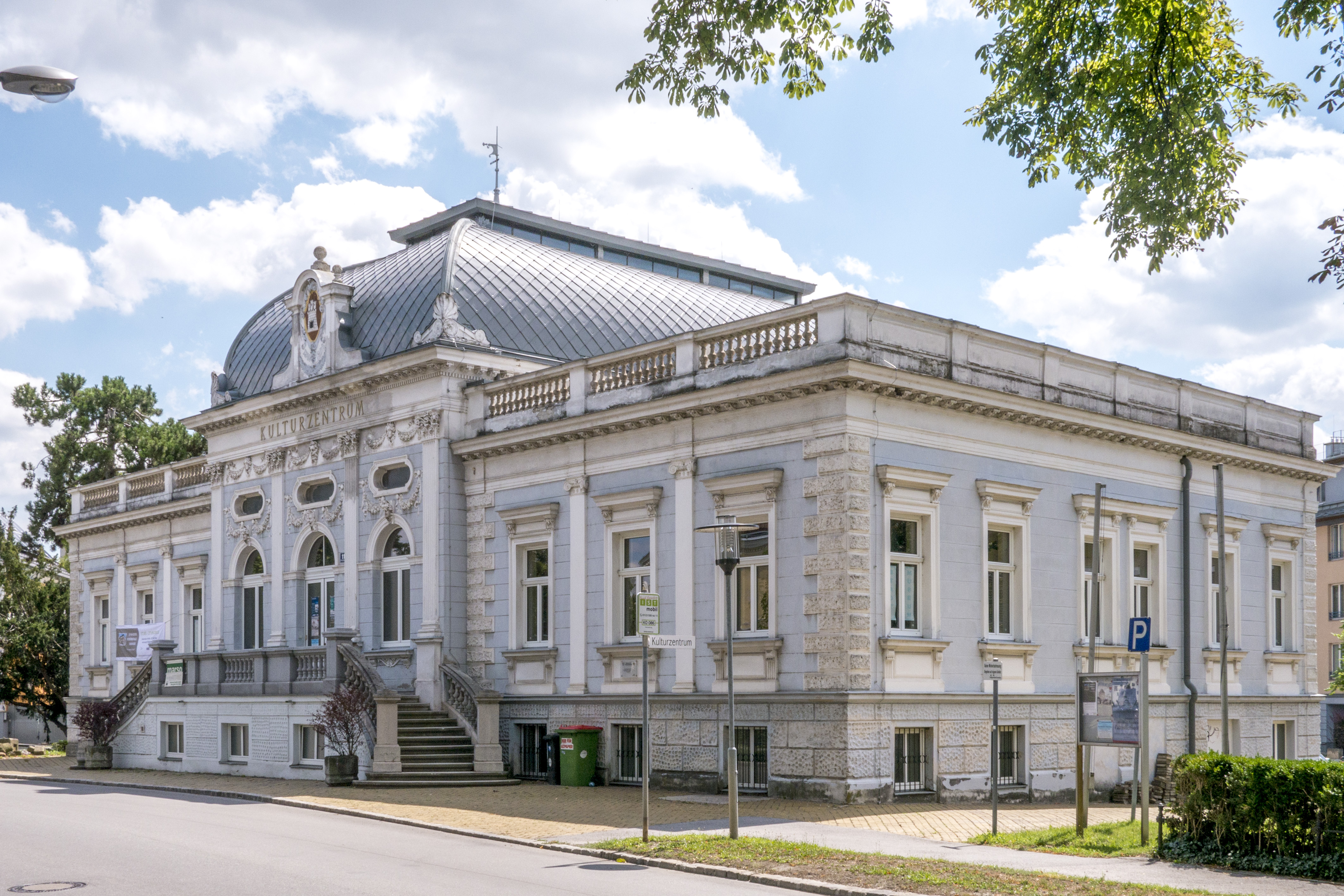
A városi múzeum

Korneuburg a tartomány Weinviertel régiójában fekszik a Duna bal partján, Bécstől 12 km-re északnyugatra. Területének 21%-a erdő, 14% áll mezőgazdasági művelés alatt. Az önkormányzathoz egyetlen település, illetve katasztrális község tartozik.
A környező önkormányzatok: északra Leobendorf, keletre Bisamberg, délkeletre Langenzersdorf, délnyugatra Klosterneuburg.

## Története
Ptolemaiosz Geografiájában a mai Korneuburgnak megfelelő koordinátákon megad egy Duna melletti, Mediolanion nevű települést. Korneuburgot először 1136-ban említik, mint a klosterneuburgi apátsághoz tartozó "új mezővárost". 1298-ban I. Albert herceg városi rangra emelte és így elszakadhatott Klosterneuburgtól. Az osztrák hercegek alaposan megerődítették a várost, amely Bécs védelmének fontos elemét képezte. 1482-ben, miután háború tört ki III. Frigyes császár és Mátyás magyar király között, a magyarok Dávidházy István vezetésével elfoglalták Bruck an der Leithát, majd ostrom alá vették Korneuburgot. Frigyes megpróbálta felmenteni a várost, de csapatai leitzersdorfnál vereséget szenvedtek, így előbb Korneuburg, majd Bécs is elesett.
A harmincéves háború vége felé a svéd Lennart Torstensson már Bécset fenyegette és Alsó-Ausztria városait fosztogatta. 1645. április 5-én Lukas Spicker várkapitány harc nélkül átadta a várost a túlerőben levő svédeknek. Torstensson megerősítette a várat és erős helyőrséget hagyott hátra, mielőtt az év végén visszavonult volna Morvaországba. A következő évben a császári csapatok ostrom alá vették a svéd helyőrséget, amely 1646 augusztusában megadta magát. A város környéke Bécs második török ostroma és a napóleoni háborúk idején is harcok színterévé vált. 1809 júliusában a wagrami csata után a visszavonuló osztrák hátvéd itt csapott össze az üldöző franciákkal.
1927-ben megkezdte működését a korneuburgi olajfinomító, 1958-ban pedig az erőmű. 1930 májusában a paramilitáris Heimwehr az ún. "korneuburgi esküvel" elkötelezte magát a szélsőjobboldali erőkkel és szembefordult a demokratikus kormánnyal.

## Lakosság
A korneuburgi önkormányzat területén 2021 januárjában 13334 fő élt. A lakosságszám 1951 óta gyarapodó tendenciát mutat. 2019-ben az ittlakók 84,5%-a volt osztrák állampolgár; a külföldiek közül 2,4% a régi (2004 előtti), 6,4% az új EU-tagállamokból érkezett. 4,7% az egykori Jugoszlávia (Szlovénia és Horvátország nélkül) vagy Törökország, 2% egyéb országok polgára volt. 2001-ben a lakosok 68,4%-a római katolikusnak, 4,2% evangélikusnak, 3,6% ortodoxnak, 3,1% mohamedánnak, 17,5% pedig felekezeten kívülinek vallotta magát. Ugyanekkor 54 magyar élt a városban; a legnagyobb nemzetiségi csoportokat a németek (87,7%) mellett a horvátok (3,4%), a szerbek (3,4%) és a törökök (1,5%) alkották.
A népesség változása:
| Lakosok száma | 12 856 | 12 986 | 13 334 |
|               | 2016   | 2018   | 2021   |

## Látnivalók

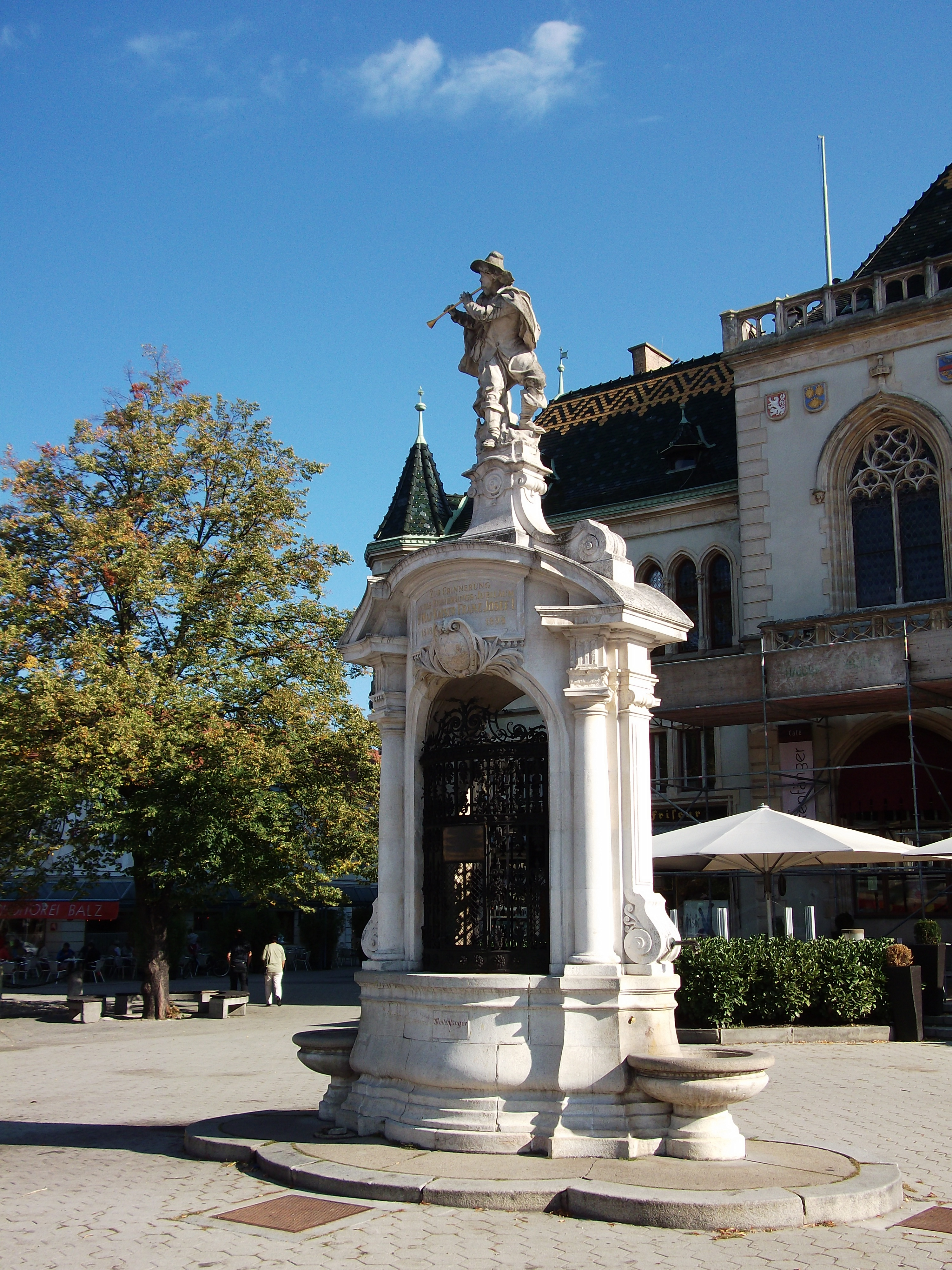
A patkányfogó-kút a városháza előtt

- a gótikus Szt. Egyed-plébániatemplom
- a volt ágostonos kolostor apátsági temploma
- a neogótikus városháza; hozzá tartozik a középkori citadella megmaradt tornya, a Stadtturm is.
- a városi múzeum és kultúrcentrum
- a középkori városfal maradványai
- az 1747-es pestisoszlop
- a patkányfogó-kút

## Híres korneuburgiak
- Johann Georg Lickl (1769–1843) zeneszerző
- Nico Dostal (1895–1981) operett- és filmzeneszerző
- Kurt Binder (1944-) fizikus

## Fordítás
- Ez a szócikk részben vagy egészben  a   Korneuburg című német Wikipédia-szócikk ezen változatának fordításán alapul.  Az eredeti cikk szerkesztőit annak laptörténete sorolja fel. Ez a jelzés csupán a megfogalmazás eredetét és a szerzői jogokat jelzi, nem szolgál a cikkben szereplő információk forrásmegjelöléseként.